# James Enoch Hill
James Enoch Hill (n. 30 octombrie 1929, Chicago, Illinois, SUA – d. 8 august 2018, Carlinville⁠(d), Illinois, SUA) a fost un trăgător de tir ce a reprezentat Statele Unite ale Americii, medaliat olimpic. A participat la o ediție a Jocurilor Olimpice (1960) în care a câștigat o medalie de argint.

## Participări
Lista de mai jos prezintă principalele competiții la care a participat James Enoch Hill de-a lungul carierei.
- shooting at the 1960 Summer Olympics – 50 metre rifle prone[*]